# ريج ريسر
ريج ريسر (باليابانية: レイジレーサー) (بالإنجليزية: Rage Racer)‏، هي لعبة فيديو إلكترونية من نوع سباق السيارات، أنتجها شركة نامكو اليابانية سنة 1996م، ونشرت في الأسواق اليابانية والأوروبية والأمريكية، وهي جزء فرعي من سلسلة ريج ريسر، تعمل حصراً لنظام التشغيل بلاي ستيشن.